# Église Notre-Dame d'Haution
L'église Notre-Dame d'Haution est une église située à Haution, en France.

## Description
Le vaisseau de l'église comprend la nef, un transept, et le chœur. Il n'y a pas de bas-côtés ; seulement, sur le flanc nord de l'église, se dessinent dans le plein du mur trois arcades ogivales ménagées sans doute lors de la construction de l'édifice, afin de pouvoir l'agrandir ultérieurement en ajoutant un collatéral. Cette disposition rappelle celle de l’Église Saint-Corneille-et-Saint-Cyprien d'Hary.

Le chœur et le transept sont seuls voûtés.

De chaque côté du contrefort sud de la façade, on voit deux têtes assez frustes saillant légèrement de la maçonnerie ; c'est là sans doute les vestiges d'un édifice antérieur.

### Fonts de Baptême
En entrant dans l'église, à droite, on trouve une cuve baptismale pédiculée.

Figurez-vous un chapiteau carré décoré aux angles d'une grosse volute et sur chaque face d'un enroulement qui se rapproche de la forme de l'oméga grec (Ω). Ce chapiteau est creusé en cuve hémisphérique et repose sur un tronçon de pilier court et cylindrique. Les fonts de baptême d'Haution ressemblent beaucoup à une œuvre du XIIe siècle .

### Pierre Tombale
En haut de la nef, vers la gauche, une lame noire fixée entre les pavés porte l'épitaphe de U. D. J. Nicart, curé de Haution, mort le 13 août 1739, à l'âge de 59 ans.

## Localisation
L'église est située sur la commune de Haution, dans le département de l'Aisne.

## Historique
Une des cloches, baptisée Marie Elisabeth Louise, a été bénite en 1720 ,.

### Galerie

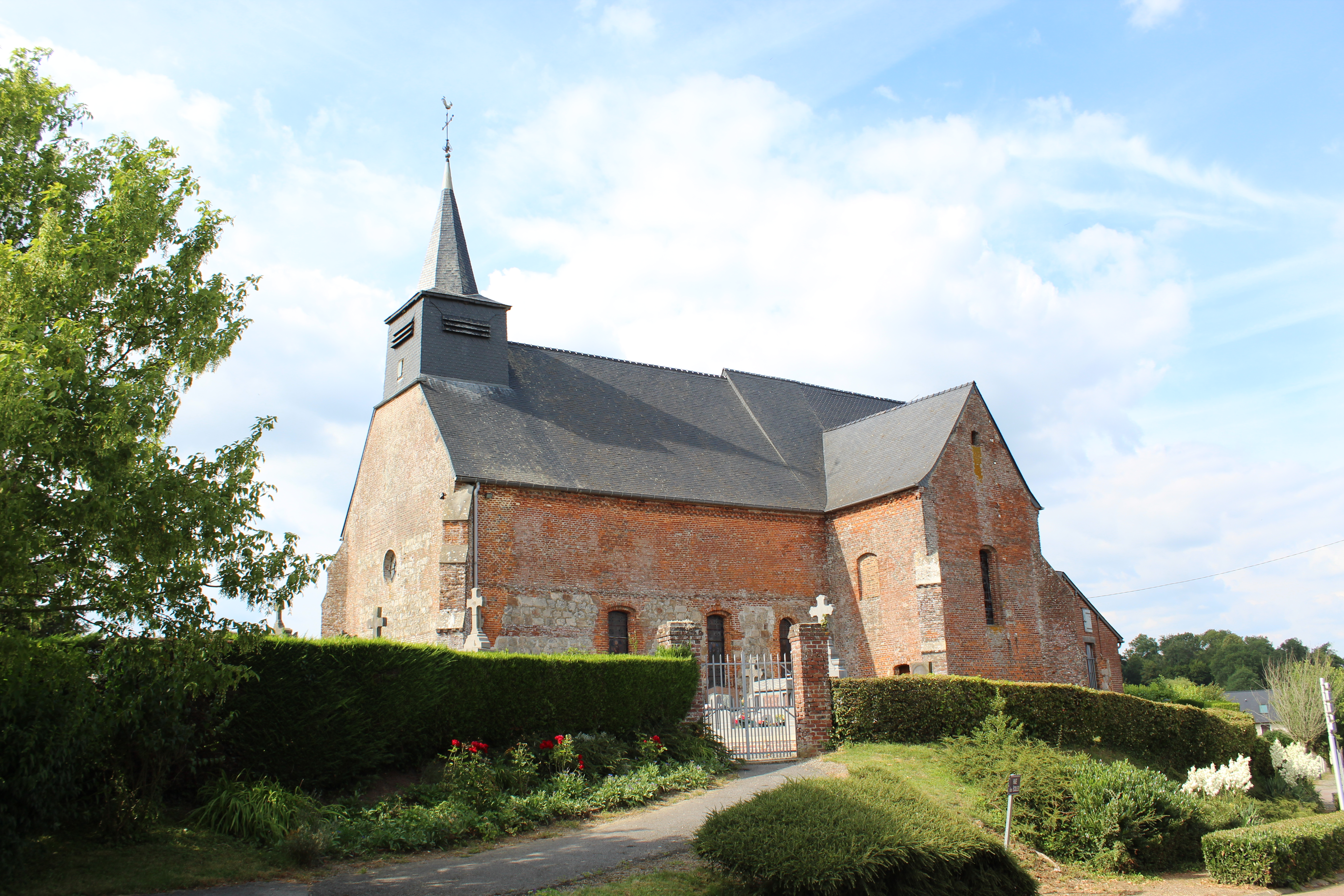
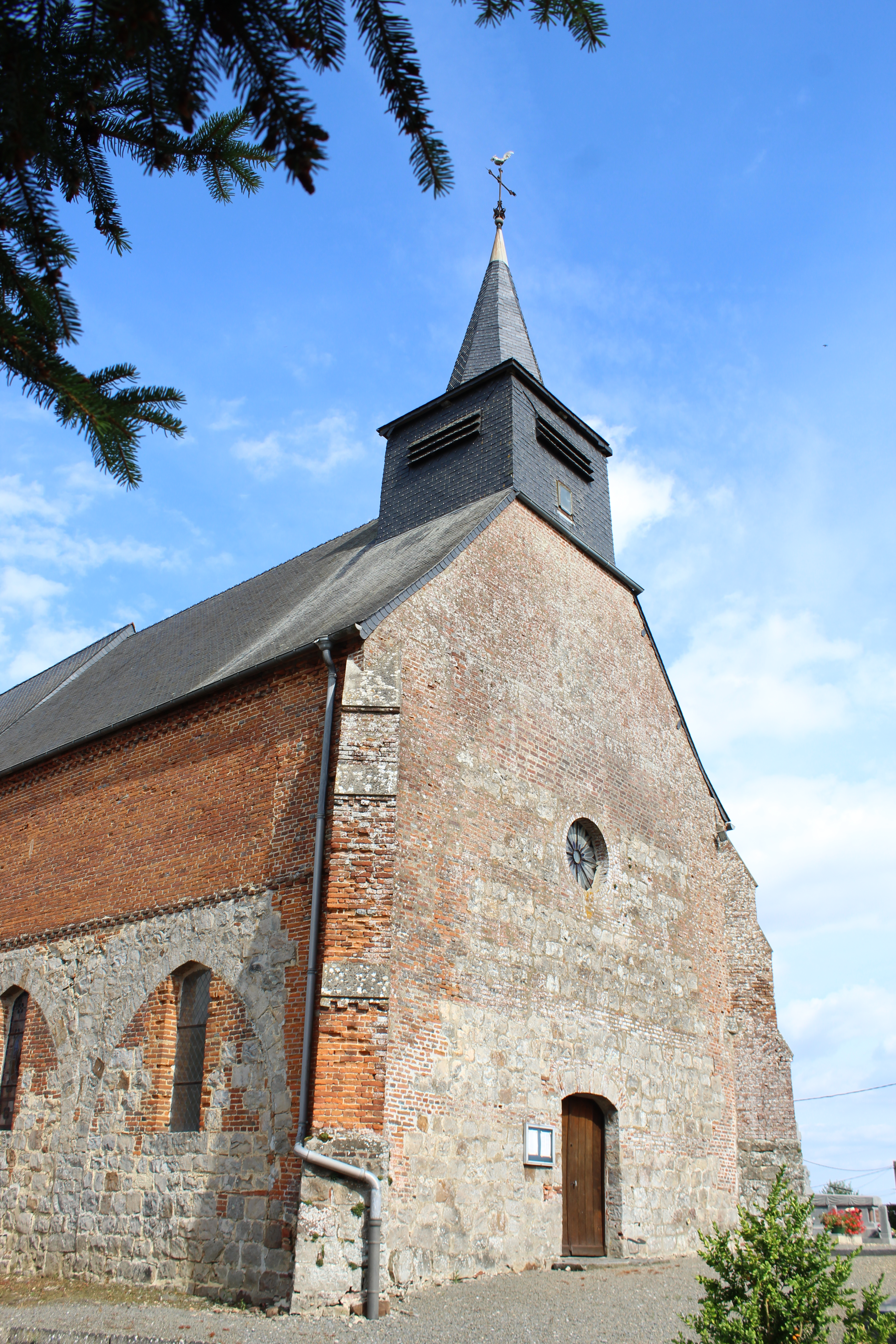
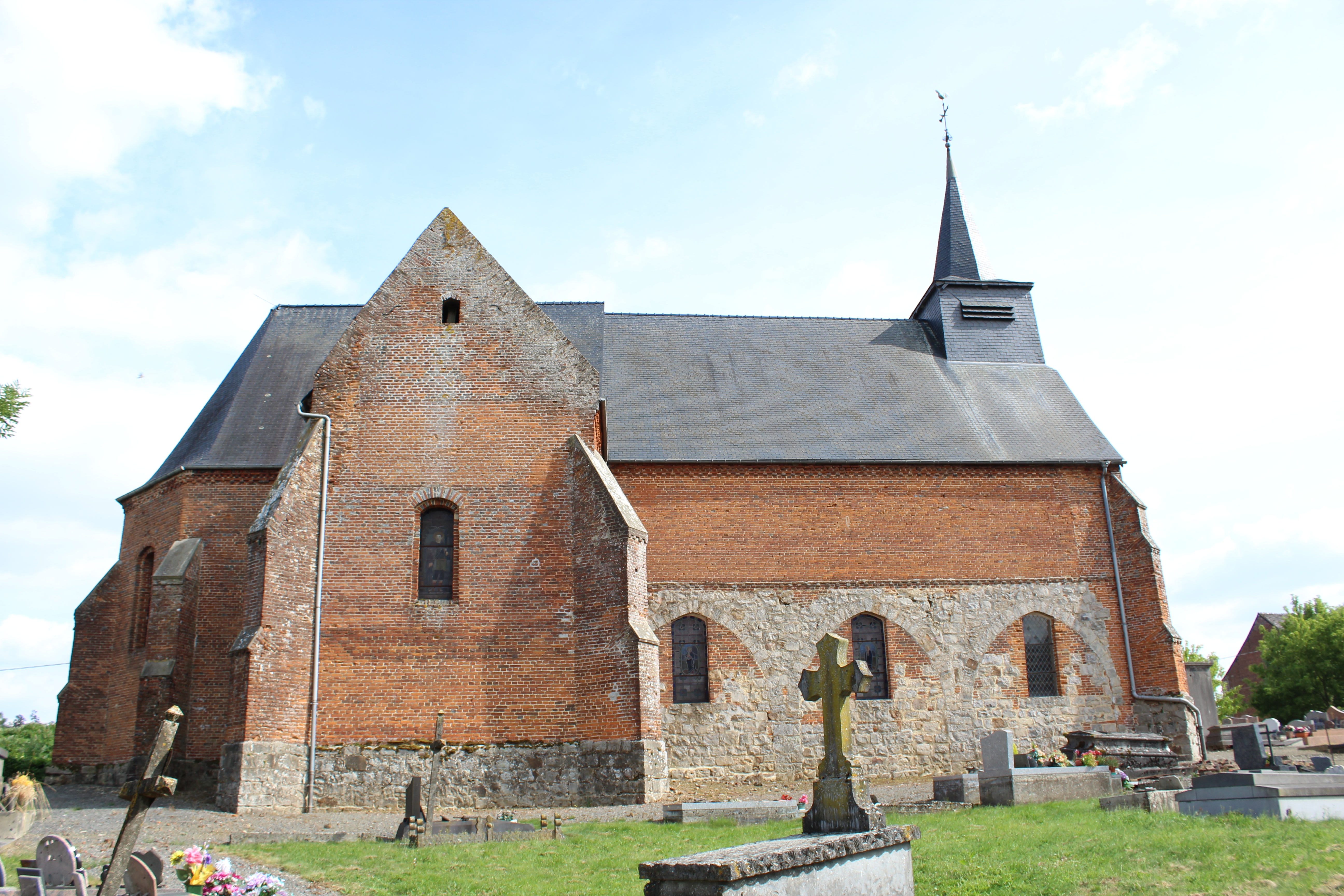